# Jinsei Shinzaki
Kensuke Shinzaki (新崎 健介, Shinzaki Kensuke), né le 12 décembre 1966 à Tokushima, est un catcheur japonais, connu sous les noms de Jinsei Shinzaki (新崎 人生, Shinzaki Jinsei) et Hakushi. Hakushi est son personnage à la WWE (1995-96), un pèlerin bouddhiste.

## Jeunesse
Kensuke Shinzaki fait partie de l'équipe de football de son lycée. Il joue alors au poste de gardien de but. Il se met ensuite à la lutte à la suite de l'arrivée de Kazuhiro Takanishi (en), un lutteur ayant participé aux Jeux olympiques de Montréal, comme professeur. Il finit 3e du championnat national scolaire en lutte libre dans la catégorie des moins de 75 kg (165 lb) en 1984,. Après le lycée, il suit des cours d'arts dramatique auprès de Bunta Sugawara dans l'espoir de devenir acteur.

## Carrière de catcheur

### Débuts au Japon (1992-1994)
Kensuke Shinzaki s'entraîne pour devenir catcheur auprès de Gran Hamada. Il fait ses débuts à l'Universal Pro-Wrestling en 1992 où il lutte masqué sous le nom de Mongolian Yuga. Il y reste un an avant de rejoindre la Michinoku Pro Wrestling (en) où il retire son masque et prend le nom de Jinsei Shinzaki. Il s'allie alors avec Super Delfin et ils sont des « méchants » qui affrontent à plusieurs reprises The Great Sasuke et ses alliés. Par la suite, il effectue un face turn et devient l'un des équipiers de ce dernier durant des matchs par équipes.

### World Wrestling Federation(1994-1996)
En 1994, la World Wrestling Federation (WWF) organise une tournée au Japon auquel participe Jinsei Shinzaki. Il incarne alors un pèlerin effectuant le pèlerinage de Shikoku.

## Palmarès
- All Japan Pro Wrestling
  - AJPW All-Asia Tag Team Champion (1 fois) avec Hayabusa

- Michinoku Pro Wrestling (en)
  - Tohoku Tag Team Championship (3 fois) avec Último Dragón (1) et  Gaina (2)
  - Futaritabi Tag Tournament (1994) avec Super Delfin

## Récompenses des magazines
| Année | 1995 | 1996 | 1997 | 1998 | 1999 | 2000 | 2001 | 2002 | 2003 | 2004 | 2005 | 2006 | 2007 |
| ----- | ---- | ---- | ---- | ---- | ---- | ---- | ---- | ---- | ---- | ---- | ---- | ---- | ---- |
| Rang  | 48   | 198  | 199  | 146  | 151  | 143  | 68   | 131  | 280  | 232  | 212  | 196  | 209  |